# Коварный умысел
«Коварный умысел» («Злоумышленница») — триллер 1995 года с Молли Рингуолд и Патриком МакГоу в главных ролях.
Главная героиня фильма обсуждалась психиатрами и киноэкспертами и использовалась для иллюстрации в фильме психического состояния, называемого пограничным расстройством личности.

## Сюжет
Учащаяся медицинского колледжа Мелисса без памяти влюбляется в игрока студенческой бейсбольной команды Дага и начинает его преследовать. В конце концов ей удаётся провести с парнем выходные и склонить его к интимной близости. Вскоре Даг начинает сожалеть о содеянном и принимает решение вернуться к своей подружке Лоре. Гневу Мелиссы нет предела и её месть будет ужасной.

## В ролях
- Молли Рингуолд — Мелисса Нельсон
- Джон Вернон — детектив Пронзини
- Патрик Макгоу — Даг Гордон
- Мими Кузык — миссис Гордон
- Сара Лассез — Лора
- Рик Хенриксон — Рич
- Дженнифер Коппинг — Джуди
- Стивен Е. Миллер — тренер
- Джо Маффи — профессор Лешер
- Райан Майкл — Митчелл Джеймс

## Интересные факты
- Слоган фильма — «Игнорируй её, и она никогда не уйдёт».
- Съёмки фильма проходили в Ванкувере (Канада).